# Wietlin Trzeci
Wietlin Trzeci – wieś w Polsce położona w województwie podkarpackim, w powiecie jarosławskim, w gminie Laszki.
W latach 1975–1998 miejscowość administracyjnie należała do województwa przemyskiego.